# Бэби Фэй
Сте́фани Фэй Бо́клэр Тра́фаган (англ. Stephanie Fae Beauclair Traphagan; более известна как Бэ́би Фэй, англ. Baby Fae; 14 октября 1984, Барстоу, Сан-Бернардино, Калифорния, США — 15 ноября 1984, Лома-Линда, там же) — девочка, родившаяся с синдромом гипоплазии левых отделов сердца; первый новорождённый ребёнок, подвергшийся операции по пересадке ксенотрансплантанта (сердца бабуина). Операция, проведённая кардиохирургом Леонардом Л. Бейли (1942—2019) в медицинском центре университета Лома-Линда, прошла успешно, однако 21 день спустя Стефани умерла от почечной инфекции. Операция стала предметом острых этических и юридических дискуссий в США.